# Liste der Baudenkmale in Siedenburg
In der Liste der Baudenkmale in Siedenburg sind alle Baudenkmale der niedersächsischen Gemeinde Siedenburg aufgelistet. Die Quelle der Baudenkmale ist der Denkmalatlas Niedersachsen. Der Stand der Liste ist der 25. März 2021.

## Allgemein
In den Spalten befinden sich folgende Informationen:
- Lage: die Adresse des Baudenkmales und die geographischen Koordinaten. Kartenansicht, um Koordinaten zu setzen. In der Kartenansicht sind Baudenkmale ohne Koordinaten mit einem roten Marker dargestellt und können in der Karte gesetzt werden. Baudenkmale ohne Bild sind mit einem blauen Marker gekennzeichnet, Baudenkmale mit Bild mit einem grünen Marker.
- Bezeichnung: Bezeichnung des Baudenkmales
- Beschreibung: die Beschreibung des Baudenkmales. Unter § 3 Abs. 2 NDSchG werden Einzeldenkmale und unter § 3 Abs. 3 NDSchG Gruppen baulicher Anlagen und deren Bestandteile ausgewiesen.
- ID: die Objekt-ID des Baudenkmales
- Bild: ein Bild des Baudenkmales, ggf. zusätzlich mit einem Link zu weiteren Fotos des Baudenkmals im Medienarchiv Wikimedia Commons. Wenn man auf das Kamerasymbol klickt, können Fotos zu Baudenkmalen aus dieser Liste hochgeladen werden:

## Siedenburg

### Gruppe: Amtshof Siedenburg
Die Gruppe „Amtshof Siedenburg“ hat die ID 34628182.

| Lage                                 | Bezeichnung | Beschreibung | ID       | Bild |
| ------------------------------------ | ----------- | --- | -------- | ---- |
| Allee 80 52° 41′ 35″ N, 8° 56′ 31″ O | Amtshof     | Das 1701 errichtete Fachwerkgebäude steht unmittelbar westlich der vorangegangenen, heute verschwundenen Burganlage. Im Amtshof befindet sich heute das Rathaus. | 34441966 |      |
| Allee 80 52° 41′ 34″ N, 8° 56′ 33″ O | Park        | Der den Amtshof umgebende Park wurde im 18. Jahrhundert angelegt (heute: „Rathauspark Siedenburg“).                                                              | 34441988 |      |

### Einzelbaudenkmale
| Lage                                       | Bezeichnung | Beschreibung | ID       | Bild |
| ------------------------------------------ | ----------- | --- | -------- | ---- |
| Vorderstraße 6 52° 41′ 38″ N, 8° 56′ 27″ O | Kapelle     | Die evangelische Kapelle wurde als schlichte Fachwerkkirche unter einem Satteldach mit Dachreiter 1646 errichtet. Der Altar wurde 1658 der Kapelle gestiftet | 34441946 |      |